# Margareta av Österrike
För andra betydelser, se Margareta av Österrike (olika betydelser).
Margareta av Österrike, född 10 januari 1480 i Bryssel, död 1 december 1530 i Mechelen, var regent och ståthållare i Nederländerna från 1507 till 1530. Hon var dotter till den dåvarande regerande ärkehertigen Maximilian I av Österrike (senare tysk-romersk kejsare) och den regerande hertiginnan Maria av Burgund (Nederländerna).

## Biografi

### Frankrike
Margareta blev moderlös vid två års ålder, då hennes mor avled och hennes bror efterträdde henne som regerande hertig av Burgund, dvs Nederländerna. Hon trolovades året därpå vid tre års ålder med Frankrikes tronföljare, den blivande Karl VIII. Samma år, 1483, sändes hon till det franska hovet, för att uppfostras som dess blivande kronprinsessa och drottning. Hennes hemgift omfattade grevskapen Burgund och Artois. 
Vigseln ägde rum efter hennes ankomst, men äktenskapet fullbordades inte. Senare samma år besteg Karl tronen som kung. De räknades som gifta, och Margareta kallades för drottning av Frankrike. Hon och Karl levde dock inte tillsammans på grund av hennes ålder, och Margareta uppfostrades i slottet Amboise, där Karl besökte henne. Karl var själv på grund av sin ålder ställd under förmynderskap av sin syster Anne de Beaujeu, som också övervakade Margaretas uppfostran. Inte mycket är känt om hennes tid vid det franska hovet. Hon växte upp tillsammans med Louise av Savojen. 
År 1491 förändrades den politiska situationen, och Karl VIII beslöt nu att gifta sig med arvtagaren Anna av Bretagne för att kunna ansluta detta rike till Frankrike. Kungen lät därför förklara sitt äktenskap med Margareta för ogiltigt, eftersom det då ännu inte blivit fullbordat. Hon kvarblev ett tag i Frankrike fram till att ett fredsfördrag mellan Frankrike och Österrike hade slutits. Under denna tid bodde hon på ett slott på landet på avstånd från hovet. År 1493 kunde hon slutligen återvända till Nederländerna vid tretton års ålder. Hennes hemgift blev samtidigt återlämnad.   

### Spanien
År 1495 slöts en allians mellan Habsburg och Spanien. Enligt avtalet skulle hennes bror hertig Filip den sköne av Burgund gifta sig med Johanna I av Kastilien och Margareta gifta sig med den spanske tronföljaren Johan. Johanna anlände till Nederländerna för sitt giftermål 1496, och samma flotta som förde henne till Nederländerna, förde sedan enligt avtal Margareta till Spanien, dit hon anlände året därpå. Före hennes avfärd blev hon gift med Johan via ombud. Resan var så svår att hon nu gjorde sitt berömda citat, att om hon avled under resan, skulle man kunna sätta upp ordspråket "gift två gånger men ändå jungfru" på hennes gravsten.
I Spanien blev Margareta mottagen med stora festligheter, som omtalas som de kanske största som hölls under Ferdinand och Isabellas regeringstid. Hon blev enligt uppgift omtyckt av sina svärföräldrar, och relationen till hennes make ska ha varit lycklig. Hon fick behålla sitt flamländska följe och leva som hon ville privat, men rätta sig efter den spanska etiketten offentligt. Detta ska ha varit svårt för både Margareta och hennes följe, då etiketten i Spanien var betydligt mer stel och distanserad än i Frankrike och Nederländerna. Äktenskapet varade i sju månader. Prins Johan avled plötsligt och oväntat efter en kort tids sjukdom på väg till sin syster Isabellas bröllop. Margareta var gravid vid sin makes död, och chocken över dödsfallet ska ha gjort att hon för tidigt fick ett dödfött barn. Margareta kvarblev i Spanien i två år som änka, innan hon slutligen återvände till Nederländerna år 1499.

### Savojen
Under de följande åren i Nederländerna studerade hon statskunskap. Hon beskrivs under denna tid som vacker, bildad och intelligent, och hon mottog många frierier, bland annat från kungen av Portugal och kungen av Skottland. Den 26 september 1501 undertecknade hon ett äktenskapskontrakt för giftermål i Bryssel med hertig Filibert II av Savojen, och den 28 november gifte hon sig genom ombud i Dôle med sin blivande svåger Rene som brudgummens representant. Därifrån fortsatte hon eskorterad av 250 riddare till Romain-Motier utanför Genève, där hon mötte Filibert och gifte sig med honom en andra gång. De företog sedan en tur genom Savojen innan de bosatte sig i slottet Pont d'Ain vid Bourg-en-Bresse. 
Margaretas och Filiberts relation beskrivs som lycklig, men de fick inga barn. Filibert intresserade sig inte för politik, och Savojen styrdes av hans illegitime halvbror Rene, som han hade legitimerat och utnämnt till generallöjtnant. Margareta och Rene hamnade genast i konflikt om vem som skulle styra landet. Med hjälp av kyrkan lät hon prästerna hålla predikningar som fördömde Rene i allmänhetens ögon, med hjälp av sin far kejsaren fick hon Rene förklarade illegitim igen, och fick sedan maken att avskeda och förvisa honom. Margareta styrde sedan själv Savojen åt Filibert, medan han ägnade sig åt sitt intresse för idrott, jakt och torneringar. Genom avtal med sin far kejsaren utverkade hon att Savoje (då en kejserlig vasallstat), fick egen överhöghet över flera av dess kyrkliga stift, två provinser och allt land öster om floden Saone.
Filibert avled i september 1504. Margareta tillbringade sitt sorgeår i Pont d'Ain. Hon klippte av sig håret som ett tecken på sorg, tvingade sina hovdamer att göra detsamma, och grundade året därpå ett kloster i Brou till sin makes ära. För att finansiera det utnämnde hennes far kejsaren henne till grevinna av  Villars och dam av Gourdans. Samma år som hennes make avled avled Isabella av Kastilien, och hennes svägerska Johanna blev regerande drottning av Kastilien med sin make, Margaretas bror Filip, som sin medregent. År 1506 reste paret till Spanien, och gjorde på sin väg dit ett uppehåll i England. I England slöts en allians mellan England och Habsburg i maj 1506, som skulle beseglas genom ett äktenskap mellan Henrik VI av England och Margareta. Avtalet kunde dock inte fullföljas: trots att hon utsattes för månader av övertalningsförsök och press av sin far och bror, vägrade Margareta att gå med på att gifta om sig.

### Ståthållare
Margaretas situation förändrades tvärt av hennes bror Filips död i Spanien i september 1506. Genom hans död lämnades hans minderåriga barn, Karl (sedermera kejsar Karl V), Maria (sedermera drottning av Ungern och Margaretas efterträdare i ståthållarskapet), Isabella och Eleonora, faderslösa hemma i Nederländerna, medan deras mor Johanna i Spanien drabbades av mentala problem och snart avsattes och fängslades. Dessutom lämnades Nederländerna utan regering. Nederländernas ständer erbjöd staternas styre samt förmynderskapet över Filips barn till deras farfar, kejsar Maximilian, som accepterade uppdraget. Samma år kallade han dock tillbaka Margareta från Savojen. Äktenskapsplanerna med Englands kung var inställda, och hon erbjöds i stället rollen som fostermor åt sina brorsbarn och som Nederländernas regent fram till sin brorsons myndighetsdag.
I mars 1507 utnämndes Margareta officiellt till Nederländernas regent och guvernör och förmyndare för Filips fyra barn i Louvain, där hennes far överlät denna uppgift på henne med de nederländska ständernas godkännande och sedan återvände till Tyskland.
Genom omtänksam och kraftig styrelse fyllde hon med heder sin post, på vilken hon blev kvar även sedan Karl blivit myndig 1515. Hennes mandat som regent gick automatiskt ut vid Karls myndighetsförklaring 1515, men hon blev 1517 utnämnd som regent under Karls frånvaro, och behöll sedan regeringsmakten i denna position. År 1522 installerades hon formellt som permanent ståthållare.
Margareta föredrog Mechelen som residens. Hennes regeringstid beskrivs som en tid av fred och välstånd, och hennes politiska förmåga har fått ett gott betyg. Hon underhöll goda relationer med England, Danmark och Baltikum, något som var viktigt för ullproduktionen, och arbetade inför sin far och brorson för att förhindra att allt för mycket kapital fördes ut ur Nederländerna. 
Hon lyckades dock inte fullständigt lösa den långtgående konflikten med Gelderland. Hon kom också i viss konflikt med adeln: under 1514 anklagades hon för att under en rättegång om misstänkt förräderi mot en medlem av adeln ha ignorerat de privilegier som tillkom medlemmar av adeln inför domstol. 
Hon var populär bland allmänheten. I den religiösa frågan intog hon personligen en moderat ståndpunkt. Hon ogillade varje våldsam förföljelse av de nya religiösa idéerna och var tolerant sinnad. Om hennes diplomatiska förmåga vittnar fördelaktigt den år 1508 bildade ligan i Cambrai och den 1529 på samma ort ingångna s. k. fruntimmersfreden med Louise av Savojen. Hon var stor konstvän och målade och diktade även själv.
Margareta avled av kallbrand i Mechelen den 1 december 1530.